# Lathrocordulia
Genre

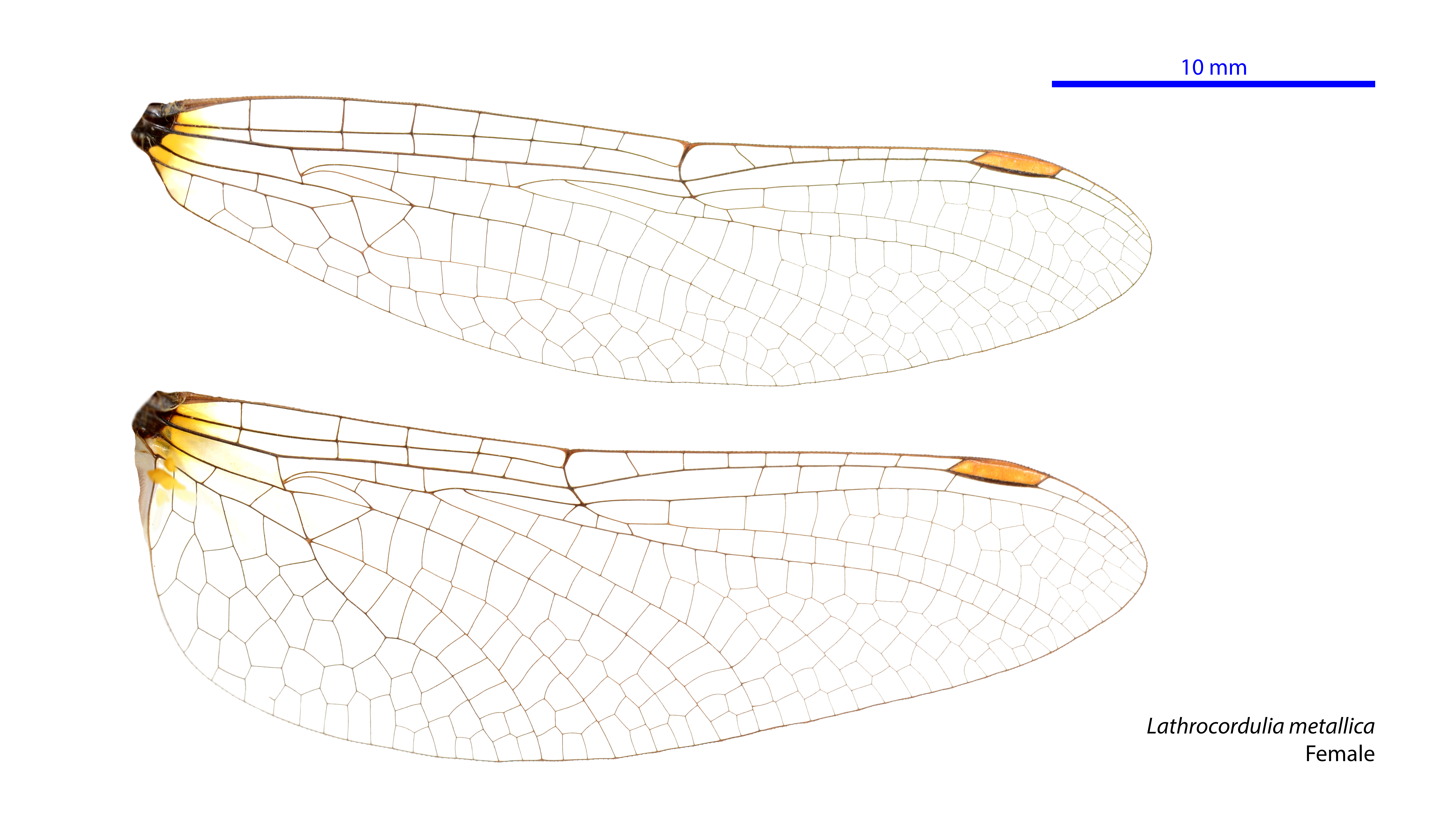
Lathrocordulia metallica, ailes (femelles)

Lathrocordulia est un genre de libellules de la famille des Synthemistidae (sous-ordre des Anisoptères, ordre des Odonates). 

## Liste d'espèces
Selon BioLib (24 avril 2021) :
- Lathrocordulia garrisoni Theischinger & Watson, 1991
- Lathrocordulia metallica Tillyard, 1911